# Мокоена, Нтхабисенг
Нтхабисенг Мокоена (англ. Nthabiseng Mokoena) — южноафриканская интерсекс-активистка и член консультативного совета первого фонда по правам интерсекс-людей.

## Биография
Мокоена говорит, что она родилась с мужскими и женскими половыми признаками и боролась со стыдом. Её мать поддерживала её, несмотря на то, что её осуждали и клеймили из-за особенностей Нтхабисенг. Встреча с другими интерсекс-людьми помогла Мокоене преодолеть чувство стыда.
Мокоена отказалась от бесплатной операции по уменьшению клитора, направленной на феминизацию внешнего вида половых органов. При этом Мокоена стала бы клиническим примером, но она нашла это унизительным. По её словам:
Я так рада, что мне не проводили операций. Люди, с которыми я встречалась, которые перенесли операцию во младенческом возрасте, обычно запутывали родителей, которых врачи неправильно информировали, а дети подвергались операциям, которые в итоге оказалась гораздо более травмирующими и сбивающей с толку.
Мы выросли в мире, который заставляет нас чувствовать себя монстрами. Мой совет другим интерсекс-людям — любить и принимать. Только тогда вы примете правильное решение об операции. Прочитайте и изучите ситуацию, познакомьтесь с такими же людьми, как вы, и свяжитесь с группой поддержки для интерсекс-людей. Хирургия не волшебная таблетка, которая не имеет последствий.

## Правозащитная деятельность
В 2011 году Мокоена присоединилась к организации Transgender and Intersex Africa, сначала в качестве члена совета директоров, а затем стала координатором по адвокации. Организация занимается защитой прав транс- и интерсекс-людей в сельских районах Южной Африки. В настоящее время Нтхабисенг является региональным специалистом по обучению и укреплению потенциала организации AIDS and Rights Alliance of Southern and East Africa.
В 2015 году Мокоена присоединилась к международному консультативному совету по созданию первого благотворительного Фонда по правам интерсекс-людей, созданного организацией Astraea Lesbian Foundation for Justice.